# S/2006 S 1
S/2006 S 1 är en av Saturnus månar. Den upptäcktes 6 mars 2006.
S/2006 S 1 är 6 kilometer i diameter och har ett genomsnittligt avstånd på 18 981 135 kilometer från Saturnus. Den har en lutning av 154,2° till ekliptikan (175,4° till Saturnus ekvator) i en retrograd riktning och med en excentricitet av 0,1303.
S/2006 S 1 har ännu inte fått ett officiellt namn.